# Образцово (Тверская область)
Образцово — деревня в Ржевском районе Тверской области. Относится к сельскому поселению „Победа“, до 2006 года была центром Образцовского сельского округа.
Находится на левом берегу реки Холынка, в 5 километрах к северу от города Ржева. Рядом, через речку, деревня Полунино.
Население по переписи 2002 года — 158 человек (77 мужчин, 81 женщина).

## История
В 1859 году в 5 верстах от города Ржева, на торговом тракте Ржев—Торжок, при реке Холынке значится владельческая усадьба Федяево (Новопетровское) с 24 жителями. Владельцы усадьбы в 1858 году — Свечины Александр, Владимир и Пётр Алексеевичи. В имение также входили деревни Галахова, Полунина, Раменье, Ченцова.
В начале XX века Федяево — владельческая усадьба, после Октябрьской революции на месте усадьбы — деревня Федяево Тимофеевской волости Ржевского уезда, в 1930-е годы усадьба (деревня) исчезла.
Во время Великой Отечественной войны были уничтожены и все окружающие деревни. Вокруг соседней деревни Полунино в 1942 году проходили пожалуй самые кровопролитные бои в истории Второй Мировой войны. После войны деревни стали возрождаться. Рядом с Полунино, чуть южнее бывшей усадьбы Федяево, возникла новая деревня названная Образцово. В 1964 году в Образцово из Полунина переведен центр сельсовета, в 1980-е годы из Зеленькино (в черте Ржева) переведена центральная усадьба совхоза «25 лет Комсомолу». В это время построено 10 одноквартирных коттеджей, 20 двух-, четырёх- и двенадцатиквартирных домов.
В 1997 году в Образцово 73 хозяйства, 199 жителей; администрация сельского округа, правление ТОО «25 лет Комсомолу», животноводческие фермы, механические мастерские, детсад, клуб, медпункт, столовая, баня, магазин.